# بی‌غیرت

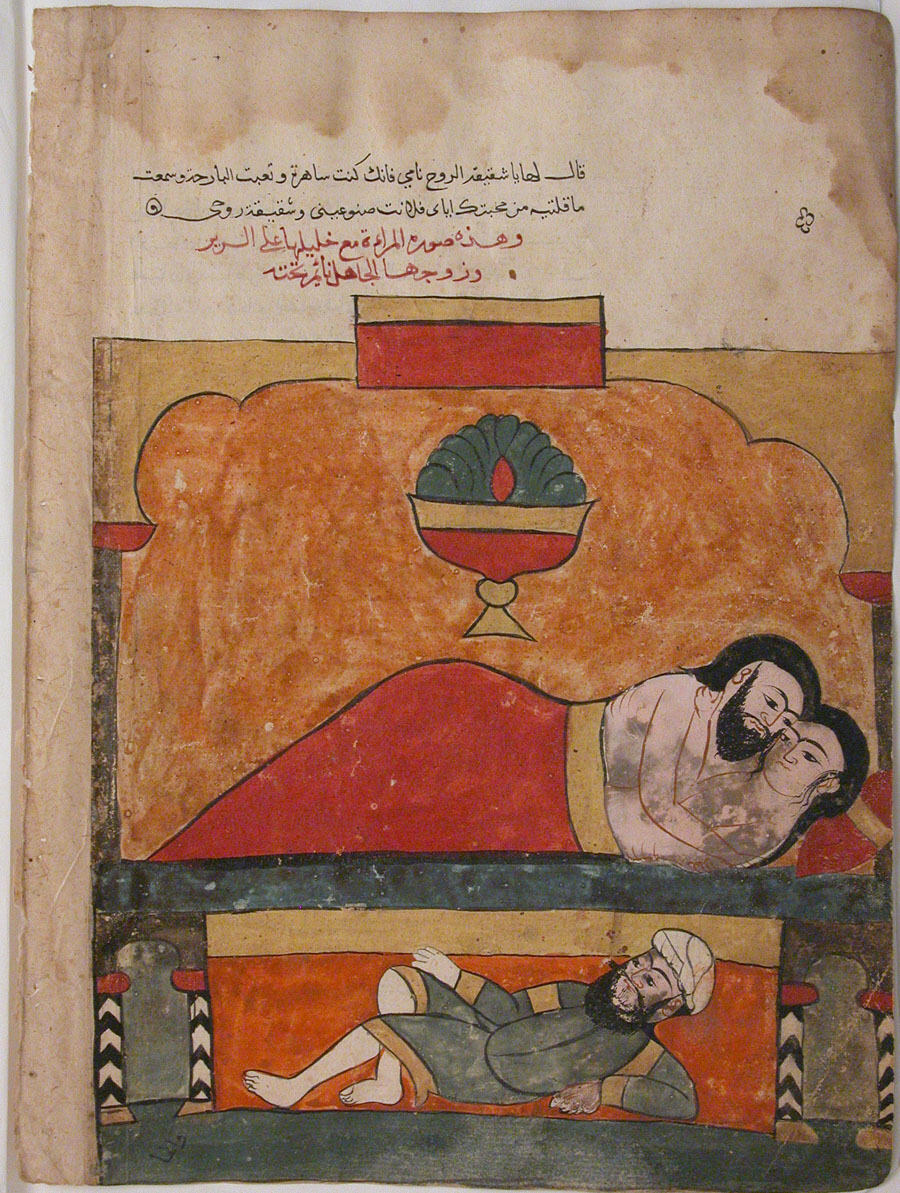
«حکایت درودگر و زن خیانتکارش» از نسخه‌ای عربی از کلیله و دمنه در موزه متروپولیتن نیویورک

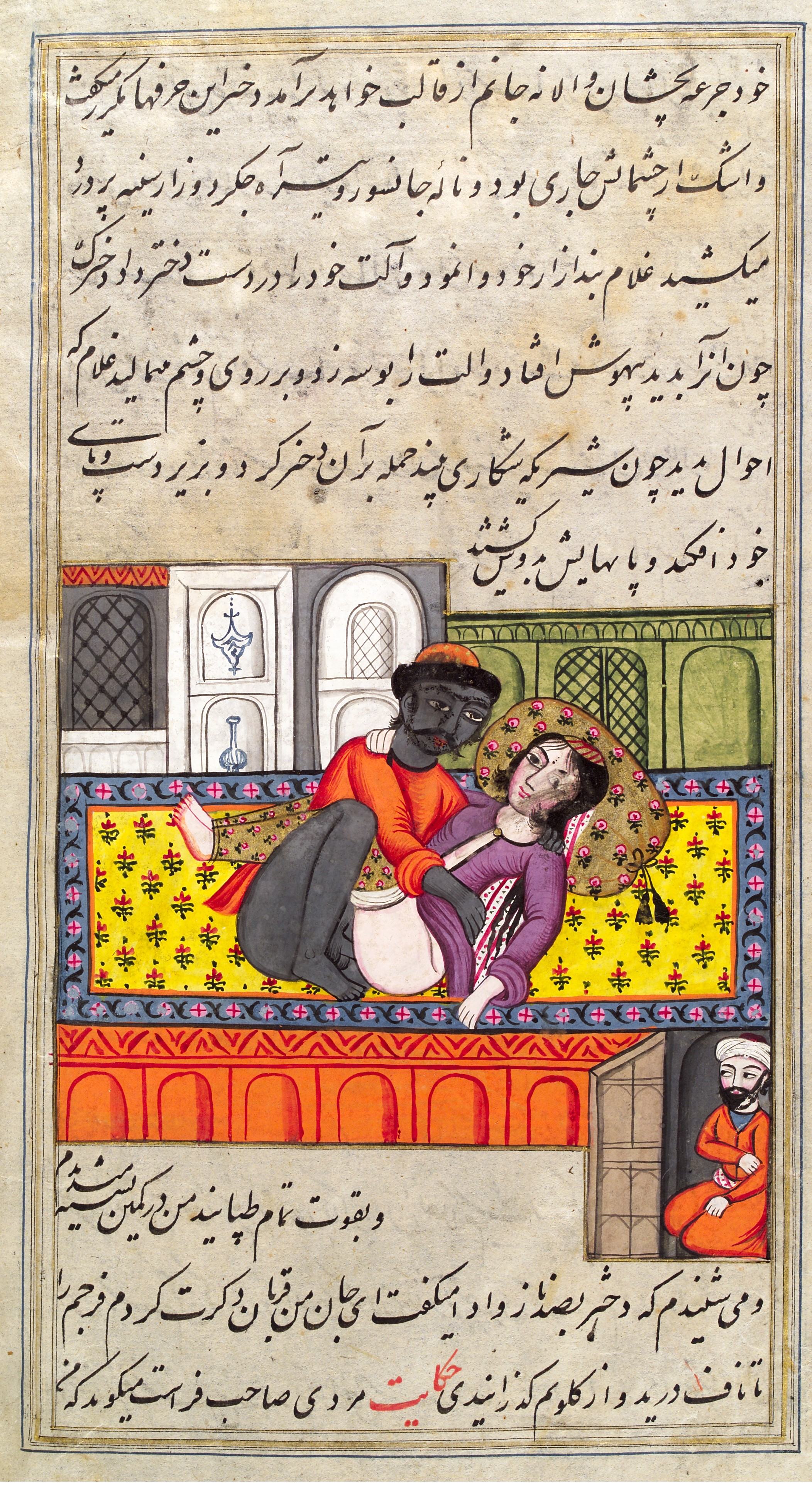
یک مینیاتور ایرانی متعلق به قرن پانزدهم

بی‌غیرت یا دَیّوث یا پفیوز (به انگلیسی: Cuckold) اصطلاحی عامه و توهین‌آمیز است که معمولاً برای اشاره به مردی به‌کار می‌رود که همسرش با دیگران رابطه جنسی دارد و آن مرد با این موضوع مشکلی نداشته باشد.

## غیرت بر محارم و جرایمِ ناموسی
غیرت (به عربی: غیرة) واژه‌ای عربی و با ریشهٔ فرهنگیِ عرب به معنایِ رشک‌ورزیِ محافظه‌کارانه یا رشک‌ورزیِ توجیه‌پذیر است. از منظرِ اسلامی، رشک ورزیِ یک مرد بر زنانِ هم‌خونِ وی اعم از مادر، خواهر، همسر و دختران، گونه‌ای خوب از رشک‌ورزی یا غیرت است. در این فرهنگ، فردی که بر محارمِ خود غیرت ندارد را دَیوث می‌نامند.

### در قوانین
در برخی کشورها قوانینی وجود دارد که اجازهٔ قتل ناموسی را می‌دهد:
در ایران، بر اساس مادهٔ ۶۳۰ قانون مجازات اسلامی «هرگاه مردی همسر خود را در حال زنا با مرد اجنبی مشاهده کند و علم به تمکین زن داشته باشد، می‌تواند در همان حال آنان را به قتل برساند و در صورتی که زن مکرَه باشد، فقط مرد را می‌تواند به قتل برساند. حکم ضرب و جرح در این مورد نیز مانند قتل است.» مبنای این اصل قانونی فتاوای فقهای شیعه است که مبتنی بر روایاتی در این زمینه است. البته در این وضعیت هرچند شخص گناه و جرمی مرتکب نشده اما باید واقعه را در دادگاه اثبات کند. همچنین نظر مخالفی نیز در بین اقلیتی از فقها، همچون ابوالقاسم خویی، مطرح شده‌است که روایات مربوط به این حکم را غیرمعتبر یا مربوط به حالت دفاع می‌دانند.

## کاربرد فقهی
در فقهِ اسلامی به این کردار، دیاثت گفته می‌شود.
از احکام آن در باب شهادات و حدود، سخن رفته‌است.
در دوره عثمانی‌ها مجازات فرد دیوث، داغ کردن پیشانی‌اش بود.
احکام فقهی کنونی
1. دیاثت از گناهان کبیره است و شهادت دیوث پذیرفته نیست.[۵]
2. در روایتی آمده‌است که دیّوث، بوی بهشت را استشمام نمی‌کند.[۵]
3. نسبت دیاثت دادن به دیگری- مثل آنکه او را دیّوث خطاب کند- در صورتی که مفاد آن از منظر عرف، باشد، موجب ثبوت حدّ قذف و در غیر این صورت، موجب ثبوت تعزیر است.[۶][۷]

در فقه اسلام اگر به شخصی به‌طور صریح نسبت زنا یا لواط دهد مثلاً بگوید: «زناکار» اصطلاحاً بدان «قذف» گویند که مجازات آن ۸۰ تازیانه است. اما اگر نسبت زنا یا لواط به‌طور صریح نباشد مثلاً بگوید «حرام‌زاده» یا «دیوث» تا ۷۴ تازیانه تعزیر می‌شود.

## در ادبیات فارسی
- مثنوی، دفتر ششم، حکایت «مفتون‌شدن قاضی بر زن جوحی»[۹]

## فتیشیسم و بی‌غیرتی
نگاه کردن مرد به روابط جنسی همسرش (یا بالعکس)، امروزه جزو فانتزی‌ها و فتیش‌های جنسی رایج طبقه‌‌بندی می‌شود، اگرچه برخی از روان‌شناسان نیز آن را زیرمجموعۀ انحرافات جنسی و نوعی از خودآزاری می‌دانند.

## بی‌غیرتی در ادبیات غرب
در ادبیات انگلیسی، «بی‌غیرتی» را «کاکولدینگ» می‌نامند که این واژه از نام پرندۀ‌ کوکو گرفته شده است که در لانۀ پرندگان دیگر تخم‌گذاری می‌کند. در واقع این واژه استعارۀ‌ ناقصی است که از شعر «جغد و بلبل» (سروده شده در قرن ۱۲ یا ۱۳ میلادی در انگلیس توسط شاعری گمنام) برگرفته شده است.